# Exechonella verrucosa
Exechonella verrucosa är en mossdjursart som först beskrevs av Ferdinand Canu och Ray Smith Bassler 1927.  Exechonella verrucosa ingår i släktet Exechonella och familjen Exechonellidae. Inga underarter finns listade i Catalogue of Life.